# 郭贵春
郭贵春（1952年—），山西沁县人，现任国家重点学科科学技术哲学首席科学家。

## 生平
1981年，获山西大学哲学硕士学位，随后留校任教。郭贵春是“文化大革命”之后山西大学的第一批哲学硕士之一。1986年—1988年，就读于英国剑桥大学，主攻科学史与科学技术哲学。1991年，被破格提拔为教授。1992年—1993年，受到“中英友好奖学金”的资助，作为访问学者赴英国剑桥大学开展研究。1996年，出任山西大学常务副校长。1999年2月，出任中共山西大学党委书记。2000年10月至2012年8月，出任山西大学校长。目前仍任教于山西大学。

## 著作
- 《郭贵春文集》（共6卷），科学出版社2017年版。
- 《隐喻、修辞与科学解释》，科学出版社2007年版。
- 《走向语境论的世界观  当代科学哲学研究范式的反思与重构》，北京师范大学出版社2012年版。
- 《科学实在论的方法论辩护》，科学出版社2004年版。
- 《语义分析方法与当代科学哲学的发展》，科学出版社2014年版。
- 《后现代科学哲学》，湖南教育出版社1998年版。
- 《科学实在论教程》，高等教育出版社2001年版。
- 《语境与后现代科学哲学的发展》，科学出版社2002年版。
- 《后现代科学实在论》，知识出版社1995年版。
- 《当代科学实在论》，科学出版社1991年版。
- 《历史的声音 山西大学工作计划会议上的讲话》，中国社会出版社2012年版。